# FC Johansen
Football Club Johansen w skrócie FC Johansen – sierraleoński klub piłkarski grający w sierraleońskiej pierwszej lidze, mający siedzibę w mieście Freetown.

## Sukcesy
- Puchar Sierra Leone[1]:
  - zwycięstwo (1): 2016

## Występy w afrykańskich pucharach
| Sezon | Rozgrywki           | Runda   | Kraj    | Klub                         | Dom | Wyjazd | Dwumecz |
| ----- | ------------------- | ------- | ------- | ---------------------------- | --- | ------ | ------- |
| 2013  | Puchar Konfederacji | wstępna | Liberia | Barrack Young Controllers FC | 0–0 | 0–1    | 0–1     |
| 2017  | Liga Mistrzów       | wstępna | Maroko  | FUS Rabat                    | 1–1 | 0–3    | 1–4     |

## Stadion
Domowe mecze klub rozgrywa na stadionie o nazwie Stadion Narodowy we Freetown, który może pomieścić 45 000 widzów.

## Reprezentanci kraju grający w klubie od 2004 roku
Stan na styczeń 2023.
| - Abdul Bangura - Sorie Barrie - Samuel Bekoe - Saidu Bundu - Lamin Conteh - Unisa Conteh - George Davies - Abu Dumbuya - Yeami Dunia - Foday Kamara - Ibrahim Kamara | - Mohamed Kamara - John Kargbo - Ishmael Koroma - Abu Bakarr Mansaray - George Mattar - Kwame Quee - Ibrahim Sillah - Kenewa Stevens - Abu Bakarr Suma - Sheriff Suma - Mehdi Khalil |